# Борисов Володимир Євгенович
Володимир Євгенович Борисов (рос. Владимир Евгеньевич Борисов 7 липня 1943, Ленінград, Російська РФСР — (?) 2012, Вільє-ле-Бель, Франція) — радянський дисидент, правозахисник.

## Біографія
В 1962-1963 роках служив на Північному флоті; після демобілізації працював на заводах в Ленінграді.
У 1964 році брав участь у створенні підпільної групи соціал-демократичного напрямки, в тому ж році був заарештований і звинувачений за статтями 70, частина 1 («антирадянська агітація»), 72 («антирадянська організація») і 218-3 («незаконне зберігання зброї») КК РРФСР. У 1965 Ленінградський міський суд визнав його неосудним і направив на примусове лікування в ленінградську спеціальну психіатричну лікарню, де пробув до весни 1968 року і познайомився з Петром Григоренко.
Після звільнення працював в ленінградських експериментально-механічних майстернях.
У травні 1969 року підписав перший лист Ініціативної групи із захисту прав людини в СРСР в ООН. У червні того ж року був примусово поміщений ленінградську психіатричну лікарню (висновок судово-психіатричної експертизи у цій справі було включено до збірки документів, переданих у січні 1971 Володимиром Буковським західним психіатрам). Перебуваючи в психіатричній лікарні, зібрав і переправив на свободу матеріали про психіатричні репресії, які потім були оголошені в Сенаті США на слуханнях про зловживання психіатрією в політичних цілях в СРСР.
В кінці вересня 1969 року став обвинуваченим у справі за статтею 190.1 («поширення завідомо неправдивих вигадок, що ганьблять радянський державний і суспільний лад») КК РРФСР за звинуваченням в усній і письмовій пропаганді серед робітників. 19 листопада 1969 року судом визнаний неосудним і направлений в ленінградську спеціальну психіатричну лікарню. У лікарні разом з Віктором Файнбергом оголосив голодування на знак протесту і був підданий примусовому годуванню. Інформація про голодування потрапила на Захід і керівництву лікарні, щоб зам'яти скандал, довелося піти на поступки Борисову і Файнбергу: скасувати ін'єкції і пом'якшити умови утримання. Борисов був переведений у інститут Сербського, де припинив голодування, отримавши дозвіл на побачення з родичами. Навесні 1972 року був переведений до ленінградської спеціалізованої психіатричної лікарні, влітку 1973 року — в психіатричну лікарню загального типу, звідки виписаний на початку березня 1974 року.
У серпні 1975 року поставив підпис під колективним зверненням до Президії Верховної Ради СРСР з вимогою загальної політичної амністії.
13 вересня 1976 року по справі про антибрежневські написи на Петропавлівській фортеці у Ленінграді у Борисова та його дружини Ірини Каплун в Москві провели обшуки, під час яких було вилучено самвидавську літературу, а у Борисова — саморобний друкарський пристрій. 21 вересня 1976 року на прес-конференції в Москві заявив, що вважає «своїм правом і своїм обов'язком сприяти вільному обміну і поширенню інформації». Після цього в грудні 1976 року був знову поміщений у психіатричну лікарню, звідки вийшов на початку березня 1977 року. На захист Борисова виступила Робоча комісія з розслідування використання психіатрії в політичних цілях, незадовго до цього утворена при Московській Гельсінській групі.
У листопаді 1977 року підтримав звернення Московської Гельсінської групи до Белградської наради з перевірки виконання угод в Гельсінкі з проханням розглянути факти порушень прав людини в СРСР.
У жовтні 1978 року став одним із засновників Вільного міжпрофесійного об'єднання трудящих. Як і інші члени цього об'єднання, неодноразово затримувався міліцією.
У тому ж році член Королівського коледжу психіатрів Великої Британії доктор Гаррі Лоубер, відвідавши Москву і оглянувши дев'ять радянських політичних інакодумців, в тому числі і Володимира Борисова, прийшов до висновку про відсутність у них ознак психічних захворювань, які вимагали б обов'язкового лікування на поточний момент або в минулому.
У березні—травні 1980 знову був примусово госпіталізований. На захист Борисова виступили окремі західні організації. Президент США Джиммі Картер заявив, що його адміністрація, посольство США в Москві і консульство в Ленінграді стежать за справою Борисова і що вона буде передана на Мадридську конференцію зі спостереження за виконанням Гельсінських угод.
На початку червня 1980 року був затриманий у Москві, відвезений в Ленінград і засуджений на п'ятнадцять діб арешту за «дрібне хуліганство», після чого термін продовжили ще на десять діб. В кінці червня був насильно відправлений в Австрію. Наступного дня в автомобільній катастрофі загинула його дружина Ірина Каплун.
Надалі жив і помер у Франції.